# Jay Kay

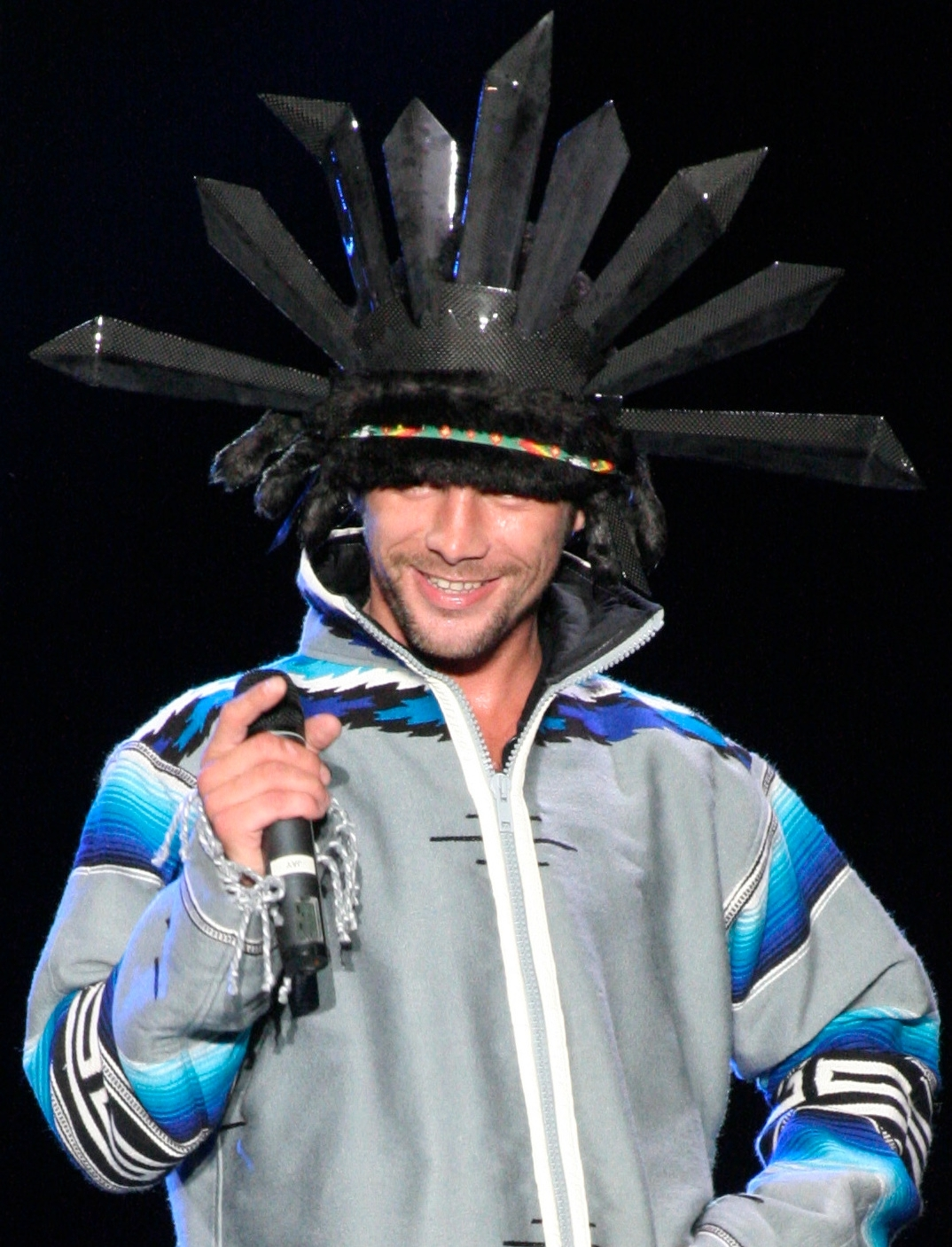
Jay Kay bei einem Konzert im Juli 2006

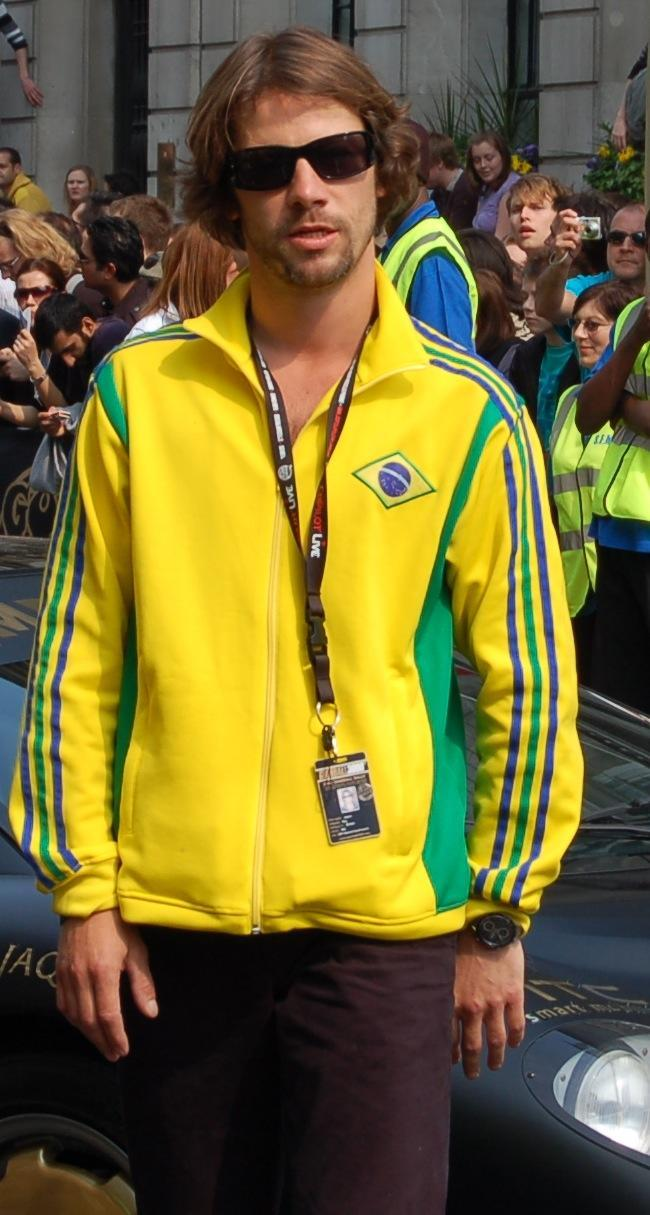
Jay Kay beim Gumball 3000, 2007

Jason Luís „Jay Kay“ Cheetham (* 30. Dezember 1969 in Stretford, Trafford, Greater Manchester, Großbritannien) ist ein britischer Musiker. Er wurde als Sänger der Acid-Jazz-Band Jamiroquai bekannt, die bisher mehr als 27 Mio. Alben verkaufen konnte.

## Leben
Kays Kindheit war durch das Tourleben seiner alleinerziehenden Mutter Karen Kay bestimmt, die als Jazzsängerin arbeitete und in den 70er-Jahren eine eigene Fernsehshow hatte. Seinen leiblichen Vater, den portugiesischen Musiker Luís Saraiva, traf er zum ersten Mal im Jahre 2001. Sein Zwillingsbruder starb sechs Wochen nach der Geburt.
Als 15-Jähriger riss Kay nach einer Auseinandersetzung mit der Mutter von zuhause aus und schlug sich als Obdachloser in West London durch. Um zu überleben, beging er kleinere Straftaten. Nach einer Anklage für ein Delikt, das er nicht begangen hatte, und einer Nahtoderfahrung auf Grund einer Messerattacke, kehrte Kay nach Hause zurück. In der Folge entschied er sich für die Musik und begann als Breakdancer zu arbeiten.
Nach einer, später von der Band bestrittenen, erfolglosen Bewerbung als Sänger bei The Brand New Heavies gründete er Ende der 1980er Jahre die Band Jamiroquai.
Kay lebt auf dem Anwesen Horsenden Manor, auf dem auch sein Management untergebracht ist und das unter anderem über einen kleinen Pub verfügt.
2017 erklärte Kay, warum er sich für eine Weile aus der Öffentlichkeit zurückgezogen hat. Mit seiner Partnerin hat er zwei Töchter und er wollte die ersten Jahre mit ihnen nicht verpassen.